# Liste der Naturdenkmale in Hattgenstein
Die Liste der Naturdenkmale in Hattgenstein nennt die im Gemeindegebiet von Hattgenstein ausgewiesenen Naturdenkmale (Stand 15. Juli 2013).

## Naturdenkmale
| Nr.         | Bezeichnung   | Lage                         | Beschreibung                | Bild                                    |
| ----------- | ------------- | ---------------------------- | --------------------------- | --------------------------------------- |
| ND-7134-382 | Friedenseiche | Hauptstraße, bei Nr. 53 Lage | Quercus sp.; 1871 gepflanzt | Direkt Bild zu diesem Denkmal hochladen |